# Mariabründlkapelle (Groißenbrunn)

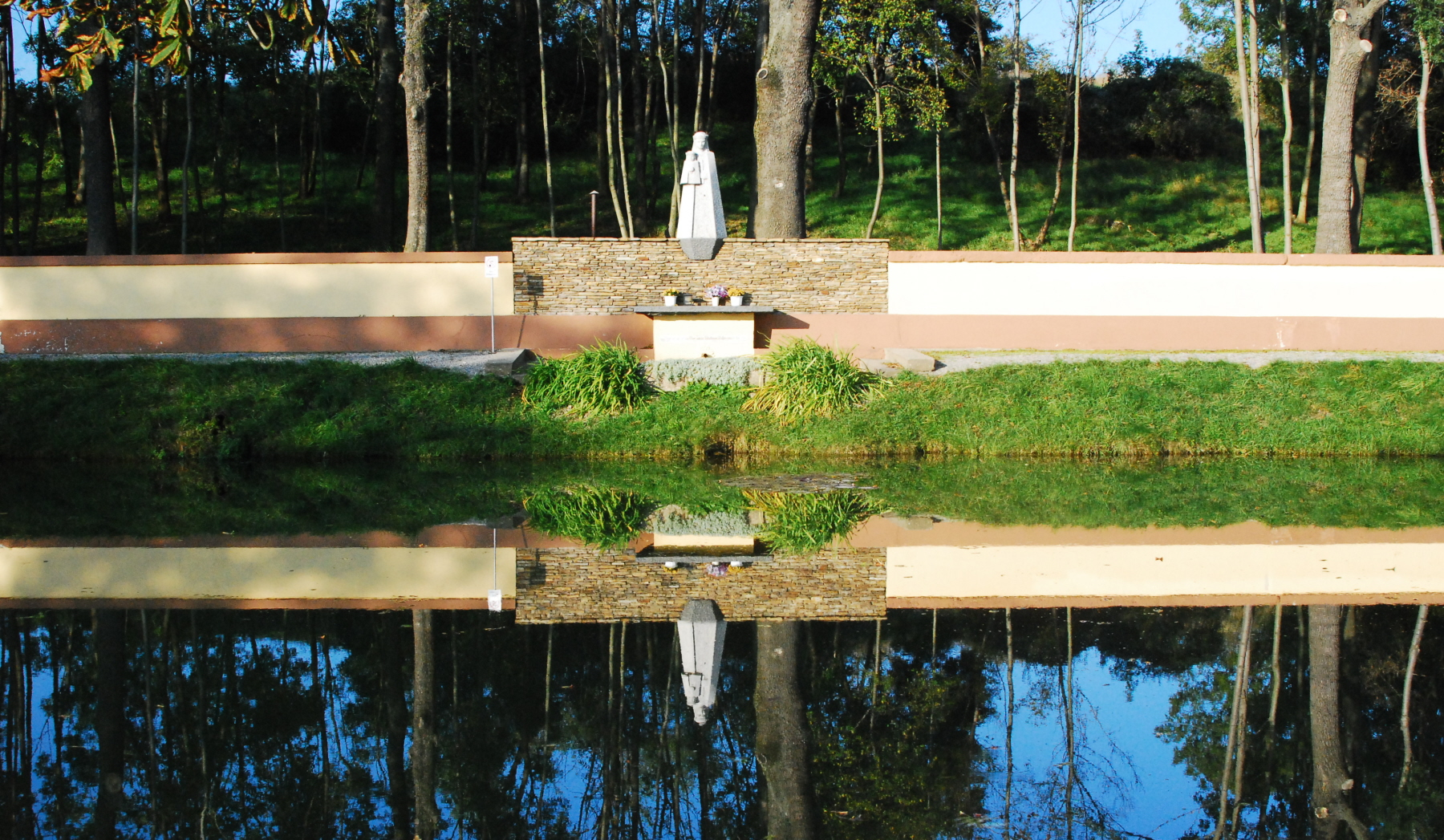
Marienbründl von Groißenbrunn

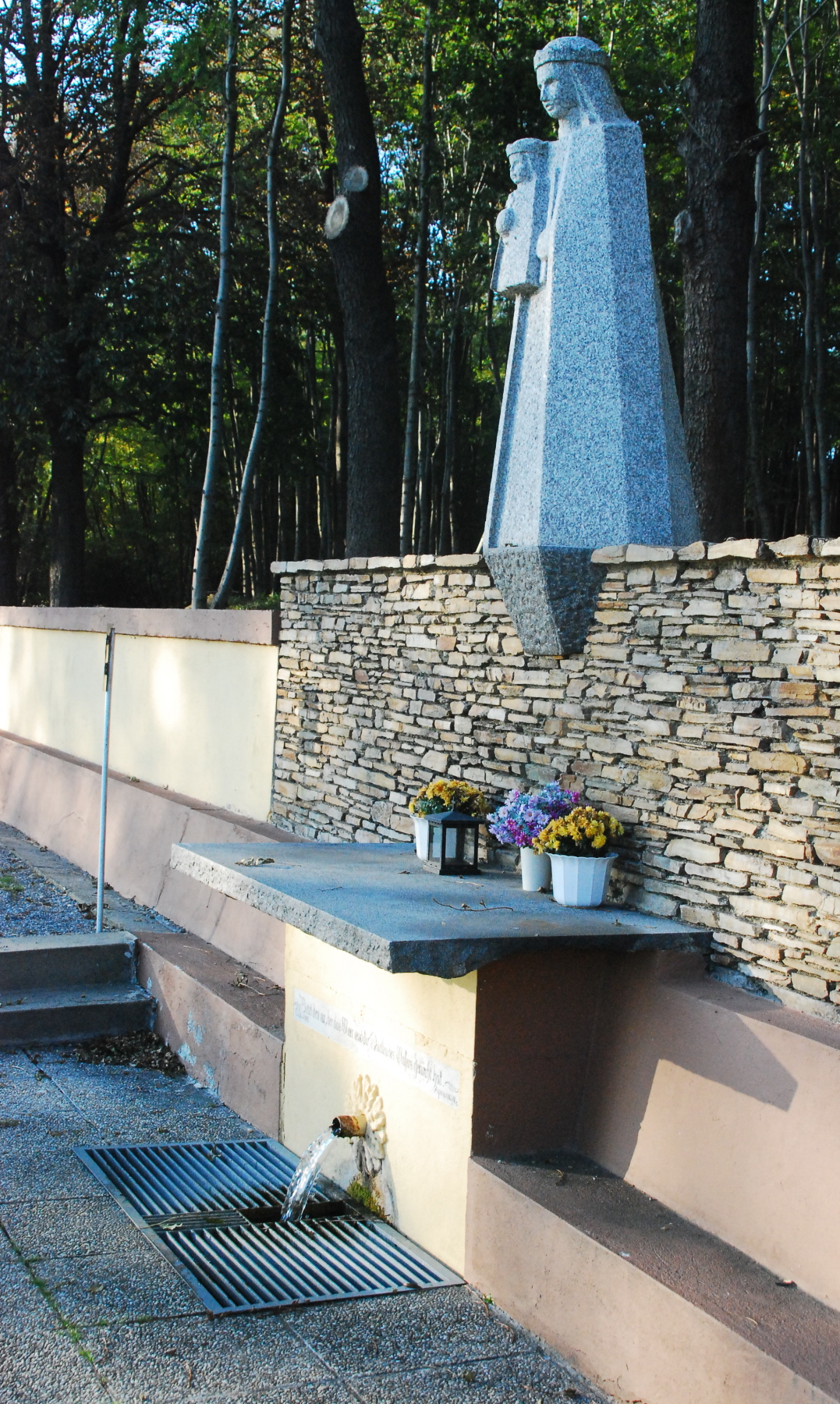
Marienfigur von Groißenbrunn

Die Mariabründlkapelle von Groißenbrunn war eine Wallfahrtskapelle im Marchfeld in Niederösterreich. Heute besteht hier eine von einer Marienstatue geschmückte Quelle, der Heilkraft nachgesagt wird. Die Rolle der Wallfahrtskirche hat die Pfarrkirche von Groißenbrunn übernommen.

## Geschichte

### Mariabründlkapelle
Anlässlich einer Wallfahrt zu einem gemauerten Kreuz nahe der Ortschaft am Festtag des Heiligen Florian entdeckten die Bewohner von Groißenbrunn 1718 eine Quelle, die offensichtlich erst vor kurzem entsprungen war. Diese wurde nun das Ziel der Wallfahrten.
Um das baufällige Kreuz durch eine Kapelle ersetzen zu können, wurde eine Spendensammlung durchgeführt. In diese Sammlung wurde auch das nach Groißenbrunn eingepfarrte Schloss Hof einbezogen, wo ebenfalls Bauarbeiten durchgeführt wurden.
Wegen Geldmangels musste allerdings der Bau der Kapelle unterbrochen werden. Prinz Eugen von Savoyen soll durch Zufall auf die verlassene Baustelle gestoßen sein und die Fertigstellung der Kapelle auf seine Kosten veranlasst haben.
Als Gnadenbild wurde ein 1683 von den Türken beschädigtes und in Schloss Hof aufbewahrtes Marienbild in die Mariabründlkapelle gebracht. Die erste Wallfahrt der Ortsbevölkerung zur neuen Kapelle fand am 4. Mai 1719 statt. In weiterer Folge wurde die Kapelle mit dem Marienbild Ziel zahlreicher Wallfahrten aus anderen Marchfeldgemeinden.
Vermutlich auf Veranlassung von Maria Theresia wurde die Kapelle 1763 restauriert. Da die Erhaltung der Kapelle als zu teuer empfunden wurde, wurde 1769 deren Abbruch beschlossen. Am 1. September 1771 wurden das Gnadenbild, das schmiedeeiserne Tor und die Eichentür der Kapelle in die Pfarrkirche von Groißenbrunn übertragen.

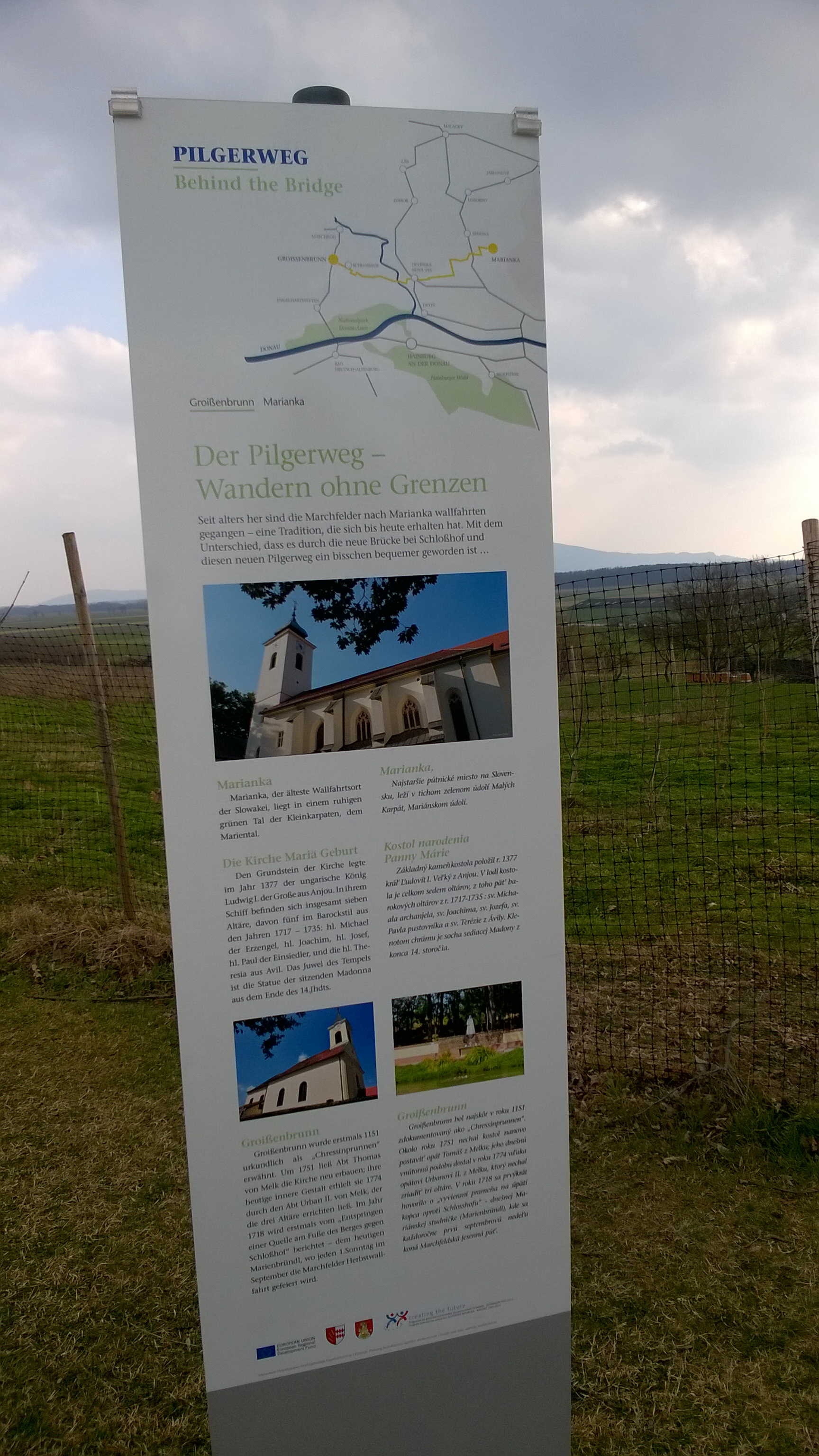
Hinweisschild zum Pilgerweg Groissenbrunn-Marianka

### Nachfolge
1848 wurde bei der Quelle eine kleine Kapelle errichtet und eine Marienstatue mit Kind darin aufgestellt. Während der Kampfhandlungen 1945 erlitt das Bauwerk schwere Schäden. Wegen Baufälligkeit wurde diese Kapelle 1969 abgetragen. Die Marienstatue wurde in der Pfarrkirche aufgestellt.
Im gleichen Jahr wurde der vor der Quelle befindliche rechteckige Teich ausgebaggert und die Ufer neu gestaltet sowie zwei aus der Gegend von Eggenburg stammende Wegsäulen aufgestellt. Oberhalb der Quelle wurde eine vom Bildhauer Carl Hermann aus Granit gefertigte Marienfigur auf einer Stützmauer aufgestellt.
Dem Quellwasser wird Heilkraft bei Augenleiden und Viehkrankheiten nachgesagt. Den stärksten Zustrom von Wallfahrern hauptsächlich aus dem Marchfeld erlebt das Bründl vor allem zu Pfingsten und im Mai.

### Pilgerweg
Nach Fertigstellung der Rad- und Fußgängerbrücke über die March (Fahrradbrücke der Freiheit), verbindet seit 2014 die beiden Wallfahrtsorte Groißenbrunn und Marianka ein Pilgerweg. Der Pilgerweg verläuft durch die Katastralgemeinden Groißenbrunn und Schloßhof in Niederösterreich, die Stadtteile von Bratislava Devínska Nová Ves und Záhorská Bystrica, sowie durch die Gemeinde Marianka in der Slowakei. Der Pilgerweg beträgt etwa 15 km.